# 무함마드 빈 나예프

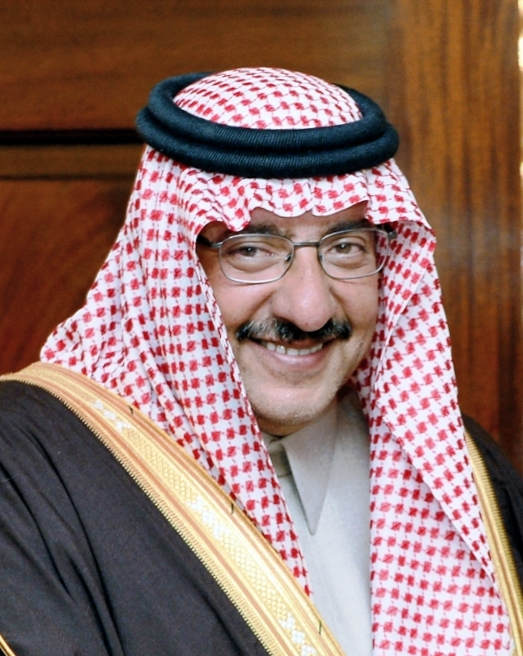
무하마드 빈 나예프

무하마드 빈 나예프 빈 압둘아지즈 알사우드(아랍어: محمد بن نايف بن عبد العزيز آل سعود, 1959년 8월 30일 ~ )은 사우디아라비아의 전 왕세자이며 부총리 겸 내무부 장관이다. 또한 정치와 보안을 위한 새 위원회 위원장이다.
살만 국왕의 조카이자 이븐 사우드 초대 국왕의 손자로, 2015년 4월 29일 살만 빈 압둘아지즈 알사우드 국왕으로부터 왕세자에 임명되었으나, 2017년 6월 21일 국왕의 아들 무하마드 빈 살만 알사우드가 새 왕세자에 책봉되며, 폐위되었다.